# Rochauer Heide
Rochauer Heide este o arie protejată (arie specială de conservare — SAC, sit de importanță comunitară — SCI) din Germania întinsă pe o suprafață de 557,28 ha, integral pe uscat.

## Localizare
Centrul sitului Rochauer Heide este situat la coordonatele 51°47′34″N 13°32′17″E / 51.7928°N 13.5381°E.

## Înființare
Situl Rochauer Heide a fost declarat sit de importanță comunitară în septembrie 2000 pentru a proteja 7 specii de animale. Situl a fost protejat și ca arie specială de conservare în martie 1981.

## Biodiversitate
Situată în ecoregiunea continentală, aria protejată conține 2 habitate naturale: Fânețe de joasă altitudine (Alopecurus pratensis, Sanguisorba officinalis), Păduri acidofile de stejar bătrân cu Quercus robur pe câmpii nisipoase.
La baza desemnării sitului se află mai multe specii protejate:
- păsări (6): barză neagră (Ciconia nigra), porumbel de scorbură (Columba oenas), ciocănitoarea de stejar (Dendrocopos medius), capîntortură (Jynx torquilla), ciocârlie de pădure (Lullula arborea), sitar de pădure (Scolopax rusticola)
- nevertebrate (1): rădașcă (Lucanus cervus)

Pe lângă speciile protejate, pe teritoriul sitului au mai fost identificate 7 specii de plante, 4 specii de nevertebrate, 2 specii de reptile.